# Windpark Oberkochen
Der Windpark Oberkochen ist ein im Januar 2016 in Oberkochen in Betrieb genommener Windpark in Baden-Württemberg mit vier Windkraftanlagen.
Zum Einsatz kommen Anlagen des Typs Nordex N117/2400:
- Leistung: 2,4 MW
- Turmvariante: Hybridturm (Beton bis 91 m, Rest Stahl)
- Nabenhöhe: 141 m
- Rotordurchmesser 117 m
- Länge Rotorblatt: 58,5 m
- Gewicht Rotorblatt: 10,4 t
- Drehzahl: 7,5…13,2/min

Die vier Anlagen stehen auf einer Anhöhe unweit des Rodsteins.